# Atletismo nos Jogos Pan-Americanos de 1983 - 800 m masculino
A prova dos 800 m masculino nos Jogos Pan-Americanos de 1983 foi realizada em Havana, Cuba.

## Medalhistas
| Ouro                         | Prata                        | Bronze                             |
| Agberto Guimarães BRA Brasil | Jose Luis Barbosa BRA Brasil | Stanley Redwine USA Estados Unidos |

## Resultados
| Posição           | Nome              | Nacionalidade      | Tempo   | Notas |
| ----------------- | ----------------- | ------------------ | ------- | ----- |
| Medalha de ouro   | Agberto Guimarães | BRA Brasil         | 1:46.31 |       |
| Medalha de prata  | Jose Luis Barbosa | BRA Brasil         | 1:46.65 |       |
| Medalha de bronze | Stanley Redwine   | USA Estados Unidos | 1:47.26 |       |
| 4                 | Oslen Barr        | GUY Guiana         | 1:47.39 |       |
| 5                 | James Mays        | USA Estados Unidos | 1:47.65 |       |
| 6                 | Angel Román       | VEN Venezuela      | 1:52.13 |       |